# Ostiglia
Ostiglia és un municipi situat al territori de la província de Màntua, a la regió de la Llombardia, (Itàlia).
Ostiglia limita amb els municipis de Borgofranco sul Po, Casaleone, Cerea, Gazzo Veronese, Melara, Revere i Serravalle a Po.
Pertanyen al municipi les frazioni de Correggioli, Comuna Bellis, Comuna Santuario i Calandre

## Fills il·lustres
- Teresa Strinasacchi (1768-1838), soprano.

## Galeria

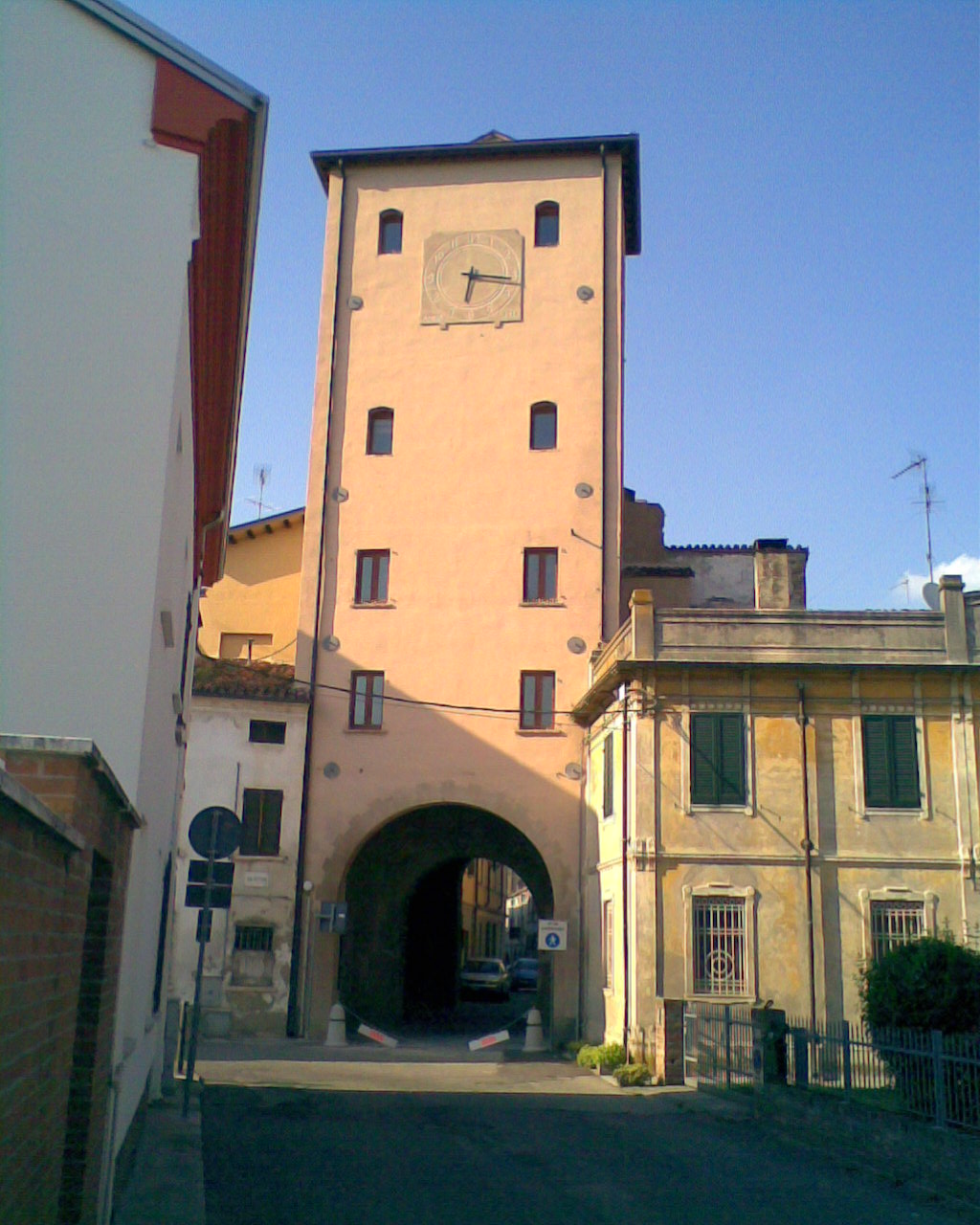
Imatge d'Ostiglia